# أنانوس بن أنانوس
حنانيا بن حنانيا، أو أنانوس بن أنانوس، (توفى عام 68م) كان كاهن أكبر في ولاية اليهودية الرومانية Iuadaea province في العصر الهيرودي.

يشتهر بأنه الكاهن الأكبر الذي حكم بإعدام يعقوب البار بالرجم بالحجارة، حسب النسخة الموجودة من كتاب «آثار اليهود» (باللاتينية: Ιουδαϊκή Αρχαιολογία). ولكن المعارضة الشعبية لحكمه جعلت الحاكم الروماني لوكيوس آلبينوس، المُعين حديثاً يقوم بعزله بعد ثلاثة شهور فقط. خلفه بعد ذلك عيسى بن دامنوس في منصب الكاهن الأكبر، وعُزل بدوره قبل نهاية العام.

يعتبره يوسيفوس في كتابه الحرب اليهودية The Jewish war aowdm شخصية فريدة في محبته للحرية وحماسته للديمقراطية، ويقول عنه انه كان محدِّثاً مؤثراً، كانت لكلماته ثقل لدى الشعب.

## رجم يعقوب وعواقبه
يروي يوسيفوس عن موت يعقوب فيقول:
"حنان، الذي كما أخبرت من قبل، تولى منصب الكاهن الأكبر، كان رجلاً متهوراً ووقحاً؛ كان من طائفة الصدوقيين، الذين كانوا شديدي القسوة على المعتدين أكثر من اليهود الباقينن كما لاحظنا ذلك. وبسبب طبعه هذا، ظن حنان أن لديه فرصة مناسبة لممارسة سلطاته.
كان فستوس (الحاكم الروماني) قد مات وآلبينوس (الحاكم الروماني الجديد) في الطريق لم يصل بعد؛ ولذلك جمع حنان السانهدرين (مجمع القضاة)، واحضر امامهم "أخو عيسى" الذي كان اسمه يعقوب هو وآخرين (أو بعض رفاقه)، عيسى هذا المُسمى مسيح، وبعد أن صاغ ضدهم اتهامات كمتهكين للقانون، سلمهم للرمي بالحجارة. ولكن هؤلاء الذين كانوا أكثر إنصافاً من المواطنين والذين كانوا أشد اهتماماً بعدم انتهاك القوانين، لم يعجبهم ما حدث؛ وأرسلوا إلى الملك أجريبا، طالبين منه أن يطلب من حنان ان لا يصدر أحكاماً بعد ذلك، لأن مت فعله لم يكن مُبرراً، لا بل ان بعضهم توجه للقاء آلبينوس، الذي كان على وشك الانطلاق في رحلته من الإسكندرية، وأبلغوه أن حنان لا يحق له جمع السانهدرين بدون موافقته. وهكذا استجاب آلبينوس لما قالوهن وكتب بغضب لحنانن وهدده بمعاقبته على ما فعله. ولذلك السبب عزله الملك آجريبا من منصب الكاهن الأكبر وعين عيسى بن دامنوس خلفاً له".